# Kastelruther Spatzen/Diskografie
Diese Diskografie ist eine Übersicht über die musikalischen Werke der Volksmusikband Kastelruther Spatzen. Den Quellenangaben zufolge hat sie bisher mehr als 15 Millionen Tonträger verkauft. Ihre erfolgreichste Veröffentlichung ist das siebte Studioalbum Feuer im ewigen Eis mit über 450.000 verkauften Einheiten.

## Alben

### Studioalben
| Jahr | Titel Musiklabel                                                                                  | Höchstplatzierung, Gesamtwochen, AuszeichnungChartplatzierungen (Jahr, Titel, Musiklabel, Platzierungen, Wochen, Auszeichnungen, Anmerkungen) | Höchstplatzierung, Gesamtwochen, AuszeichnungChartplatzierungen (Jahr, Titel, Musiklabel, Platzierungen, Wochen, Auszeichnungen, Anmerkungen) | Höchstplatzierung, Gesamtwochen, AuszeichnungChartplatzierungen (Jahr, Titel, Musiklabel, Platzierungen, Wochen, Auszeichnungen, Anmerkungen) | Anmerkungen                                                  |
| Jahr | Titel Musiklabel                                                                                  | DE | AT | CH | Anmerkungen                                                  |
| ---- | ------------------------------------------------------------------------------------------------- | --- | --- | --- | ------------------------------------------------------------ |
| 1983 | Viel Spass und Freude auch bekannt als: Das Mädchen mit den erloschenen Augen Koch Records (Koch) | — | — | — | Erstveröffentlichung: 1983                                   |
| 1985 | Ich sag’s Dir mit Musik Koch Records (Koch)                                                       | — | — | — | Erstveröffentlichung: 1985                                   |
| 1986 | Musikantengold Koch Records (Koch)                                                                | — | — | — | Erstveröffentlichung: 1986                                   |
| 1987 | Servus Südtirol Koch Records (Koch)                                                               | — | AT28 (2 Wo.)AT | — | Erstveröffentlichung: 2. Juli 1987                           |
| 1988 | Wenn Berge träumen Koch Records (Koch)                                                            | — | AT6 (8 Wo.)AT | — | Erstveröffentlichung: 28. Juni 1988                          |
| 1989 | Doch die Sehnsucht bleibt … Koch Records (Koch)                                                   | DE27 (18 Wo.)DE | AT1 (16 Wo.)AT | CH15 Gold · (5 Wo.)CH | Erstveröffentlichung: 25. April 1989 Verkäufe: + 25.000      |
| 1990 | Feuer im ewigen Eis Koch Records (Koch)                                                           | DE11 Gold · (31 Wo.)DE | AT1 ×3Dreifachplatin · (25 Wo.)AT | CH10 Platin · (14 Wo.)CH | Erstveröffentlichung: 3. April 1990 Verkäufe: + 450.000      |
| 1991 | Wahrheit ist ein schmaler Grat Koch Records (Koch)                                                | DE21 Gold · (18 Wo.)DE | AT3 Platin · (15 Wo.)AT | CH12 Gold · (7 Wo.)CH | Erstveröffentlichung: 1. März 1991 Verkäufe: + 325.000       |
| 1992 | Eine weiße Rose Koch Records (Koch)                                                               | DE23 Gold · (22 Wo.)DE | AT3 Platin · (15 Wo.)AT | CH8 Gold · (11 Wo.)CH | Erstveröffentlichung: 16. Juni 1992 Verkäufe: + 325.000      |
| 1992 | Die schönsten Liebeslieder Koch Records (Koch)                                                    | DE90 (3 Wo.)DE | AT28 Platin · (8 Wo.)AT | CH— GoldCH | Erstveröffentlichung: 12. November 1992 Verkäufe: + 75.000   |
| 1993 | Der rote Diamant Koch Records (Koch)                                                              | DE12 Gold · (28 Wo.)DE | AT2 ×2Doppelplatin · (19 Wo.)AT | CH— GoldCH | Erstveröffentlichung: 14. Juni 1993 Verkäufe: + 375.000      |
| 1994 | Atlantis der Berge Koch Records (Koch)                                                            | DE9 Gold · (28 Wo.)DE | AT2 ×2Doppelplatin · (27 Wo.)AT | CH— GoldCH | Erstveröffentlichung: 17. Mai 1994 Verkäufe: + 375.000       |
| 1995 | Das erste Gebot ist die Liebe Koch Records (Koch)                                                 | DE22 Gold · (15 Wo.)DE | AT4 Platin · (16 Wo.)AT | CH— GoldCH | Erstveröffentlichung: 3. Oktober 1995 Verkäufe: + 325.000    |
| 1996 | Sterne über’m Rosengarten Koch Records (Koch)                                                     | DE27 Gold · (15 Wo.)DE | AT5 Platin · (16 Wo.)AT | — | Erstveröffentlichung: 23. September 1996 Verkäufe: + 300.000 |
| 1997 | Herzschlag für Herzschlag Koch Records (Koch)                                                     | DE19 Gold · (13 Wo.)DE | AT3 Platin · (16 Wo.)AT | CH13 Gold · (16 Wo.)CH | Erstveröffentlichung: 23. September 1997 Verkäufe: + 325.000 |
| 1998 | Die weiße Braut der Berge Koch Records (Koch)                                                     | DE17 (11 Wo.)DE | AT5 Platin · (16 Wo.)AT | CH10 Gold · (7 Wo.)CH | Erstveröffentlichung: 21. September 1998 Verkäufe: + 75.000  |
| 1999 | Die Legende von Croderes Koch Records (Koch)                                                      | DE19 (11 Wo.)DE | AT2 Gold · (16 Wo.)AT | CH15 Gold · (11 Wo.)CH | Erstveröffentlichung: 14. Juni 1999 Verkäufe: + 50.000       |
| 2000 | Und ewig wird der Himmel brennen Koch Records (Koch)                                              | DE13 Gold · (16 Wo.)DE | AT3 Gold · (20 Wo.)AT | CH10 Gold · (15 Wo.)CH | Erstveröffentlichung: 9. Juni 2000 Verkäufe: + 200.000       |
| 2001 | Jedes Abendrot ist ein Gebet Koch Records (Koch)                                                  | DE12 Gold · (12 Wo.)DE | AT6 Gold · (18 Wo.)AT | CH11 (12 Wo.)CH | Erstveröffentlichung: 11. Juni 2001 Verkäufe: + 170.000      |
| 2002 | Liebe darf alles Koch Records (Koch)                                                              | DE10 Gold · (12 Wo.)DE | AT7 Platin · (13 Wo.)AT | CH42 Gold · (5 Wo.)CH | Erstveröffentlichung: 7. Oktober 2002 Verkäufe: + 210.000    |
| 2003 | Herzenssache Koch Records (UMG)                                                                   | DE10 Gold · (11 Wo.)DE | AT4 Gold · (18 Wo.)AT | CH21 (11 Wo.)CH | Erstveröffentlichung: 6. Oktober 2003 Verkäufe: + 115.000    |
| 2004 | Berg ohne Wiederkehr Koch Records (UMG)                                                           | DE6 Platin · (20 Wo.)DE | AT1 Gold · (21 Wo.)AT | CH13 (18 Wo.)CH | Erstveröffentlichung: 20. September 2004 Verkäufe: + 215.000 |
| 2005 | Zufall oder Schicksal Koch Records (UMG)                                                          | DE8 Gold · (13 Wo.)DE | AT4 Gold · (12 Wo.)AT | CH15 (16 Wo.)CH | Erstveröffentlichung: 30. September 2005 Verkäufe: + 115.000 |
| 2006 | … und Singen ist Gold Koch Records (UMG)                                                          | DE4 Gold · (15 Wo.)DE | AT2 Gold · (14 Wo.)AT | CH12 Gold · (17 Wo.)CH | Erstveröffentlichung: 15. September 2006 Verkäufe: + 130.000 |
| 2007 | Dolomitenfeuer Koch Records (UMG)                                                                 | DE5 Gold · (14 Wo.)DE | AT4 (12 Wo.)AT | CH8 (14 Wo.)CH | Erstveröffentlichung: 28. September 2007 Verkäufe: + 100.000 |
| 2008 | Herz gewinnt, Herz verliert Koch Records (UMG)                                                    | DE8 Gold · (13 Wo.)DE | AT7 Gold · (9 Wo.)AT | CH10 (17 Wo.)CH | Erstveröffentlichung: 26. September 2008 Verkäufe: + 110.000 |
| 2009 | Ein Kreuz und eine Rose Koch Records (UMG)                                                        | DE7 Gold · (15 Wo.)DE | AT2 Gold · (11 Wo.)AT | CH7 (14 Wo.)CH | Erstveröffentlichung: 2. Oktober 2009 Verkäufe: + 110.000    |
| 2010 | Immer noch … wie am ersten Tag Koch Records (UMG)                                                 | DE8 Gold · (9 Wo.)DE | AT10 Gold · (10 Wo.)AT | CH12 (11 Wo.)CH | Erstveröffentlichung: 10. September 2010 Verkäufe: + 110.000 |
| 2011 | Hand auf’s Herz Koch Records (UMG)                                                                | DE8 (12 Wo.)DE | AT4 Gold · (14 Wo.)AT | CH7 (10 Wo.)CH | Erstveröffentlichung: 30. September 2011 Verkäufe: + 10.000  |
| 2012 | Leben und leben lassen Koch Records (UMG)                                                         | DE7 (11 Wo.)DE | AT1 Gold · (11 Wo.)AT | CH6 (11 Wo.)CH | Erstveröffentlichung: 5. Oktober 2012 Verkäufe: + 10.000     |
| 2014 | Eine Brücke ins Glück Koch Records (UMG)                                                          | DE7 (8 Wo.)DE | AT3 Gold · (9 Wo.)AT | CH5 (10 Wo.)CH | Erstveröffentlichung: 26. September 2014 Verkäufe: + 7.500   |
| 2015 | Heimat – Deine Lieder Electrola (UMG)                                                             | DE1 (10 Wo.)DE | AT4 Gold · (12 Wo.)AT | CH2 (22 Wo.)CH | Erstveröffentlichung: 2. Oktober 2015 Verkäufe: + 7.500      |
| 2016 | Die Sonne scheint für alle Electrola (UMG)                                                        | DE2 (10 Wo.)DE | AT1 (8 Wo.)AT | CH3 (10 Wo.)CH | Erstveröffentlichung: 16. September 2016                     |
| 2017 | Die Tränen der Dolomiten Electrola (UMG)                                                          | DE5 (12 Wo.)DE | AT2 (13 Wo.)AT | CH3 (21 Wo.)CH | Erstveröffentlichung: 29. September 2017                     |
| 2018 | Älter werden wir später Electrola (UMG)                                                           | DE3 (9 Wo.)DE | AT3 (11 Wo.)AT | CH5 (14 Wo.)CH | Erstveröffentlichung: 28. September 2018                     |
| 2019 | Feuervogel flieg Electrola (UMG)                                                                  | DE3 (15 Wo.)DE | AT2 (12 Wo.)AT | CH2 (20 Wo.)CH | Erstveröffentlichung: 4. Oktober 2019                        |
| 2020 | Liebe für die Ewigkeit Electrola (UMG)                                                            | DE2 (14 Wo.)DE | AT1 (7 Wo.)AT | CH1 (16 Wo.)CH | Erstveröffentlichung: 9. Oktober 2020                        |
| 2021 | HeimatLiebe Electrola • We Love Music (UMG)                                                       | DE1 (15 Wo.)DE | AT1 (9 Wo.)AT | CH1 (21 Wo.)CH | Erstveröffentlichung: 25. Juni 2021                          |
| 2022 | Freundschaft aus Gold Electrola (UMG)                                                             | DE2 (12 Wo.)DE | AT2 (9 Wo.)AT | CH1 (14 Wo.)CH | Erstveröffentlichung: 5. August 2022                         |
| 2023 | Herz und Heimat Electrola (UMG)                                                                   | DE2 (11 Wo.)DE | AT4 (9 Wo.)AT | CH3 (10 Wo.)CH | Erstveröffentlichung: 29. September 2023                     |
| 2024 | Friedensadler Electrola (UMG)                                                                     | DE7 (8 Wo.)DE | AT3 (10 Wo.)AT | CH2 (9 Wo.)CH | Erstveröffentlichung: 4. Oktober 2024                        |

### Livealben
| Jahr | Titel Musiklabel                   | Höchstplatzierung, Gesamtwochen, AuszeichnungChartplatzierungen (Jahr, Titel, Musiklabel, Platzierungen, Wochen, Auszeichnungen, Anmerkungen) | Höchstplatzierung, Gesamtwochen, AuszeichnungChartplatzierungen (Jahr, Titel, Musiklabel, Platzierungen, Wochen, Auszeichnungen, Anmerkungen) | Höchstplatzierung, Gesamtwochen, AuszeichnungChartplatzierungen (Jahr, Titel, Musiklabel, Platzierungen, Wochen, Auszeichnungen, Anmerkungen) | Anmerkungen                                            |
| Jahr | Titel Musiklabel                   | DE | AT | CH | Anmerkungen                                            |
| ---- | ---------------------------------- | --- | --- | --- | ------------------------------------------------------ |
| 1996 | Live in Berlin Koch Records (Koch) | DE50 (8 Wo.)DE | AT19 Gold · (17 Wo.)AT | — | Erstveröffentlichung: 1. April 1996 Verkäufe: + 25.000 |

### Kompilationen
| Jahr | Titel Musiklabel                                                                                                | Höchstplatzierung, Gesamtwochen, AuszeichnungChartplatzierungen (Jahr, Titel, Musiklabel, Platzierungen, Wochen, Auszeichnungen, Anmerkungen) | Höchstplatzierung, Gesamtwochen, AuszeichnungChartplatzierungen (Jahr, Titel, Musiklabel, Platzierungen, Wochen, Auszeichnungen, Anmerkungen) | Höchstplatzierung, Gesamtwochen, AuszeichnungChartplatzierungen (Jahr, Titel, Musiklabel, Platzierungen, Wochen, Auszeichnungen, Anmerkungen) | Anmerkungen                                                |
| Jahr | Titel Musiklabel                                                                                                | DE | AT | CH | Anmerkungen                                                |
| ---- | --- | --- | --- | --- | ---------------------------------------------------------- |
| 1991 | Das Beste der Kastelruther Spatzen Koch Records (Koch)                                                          | — | AT29 Platin · (14 Wo.)AT | — | Erstveröffentlichung: 2. September 1991 Verkäufe: + 50.000 |
| 1994 | Spreng die Ketten deiner Einsamkeit Koch Records (Koch)                                                         | — | AT— GoldAT | — | Erstveröffentlichung: 11. April 1994 Verkäufe: + 25.000    |
| 1995 | Das Beste der Kastelruther Spatzen – Folge 2 Koch Records (Koch)                                                | DE29 Gold · (16 Wo.)DE | AT3 Platin · (20 Wo.)AT | CH— GoldCH | Erstveröffentlichung: 31. Januar 1995 Verkäufe: + 325.000  |
| 2001 | Ich würd’ es wieder tun – Das Beste – Folge 3 Koch Records (Koch)                                               | DE24 Gold · (14 Wo.)DE | AT8 Gold · (17 Wo.)AT | CH41 (9 Wo.)CH | Erstveröffentlichung: 5. Oktober 2001 Verkäufe: + 170.000  |
| 2004 | 16 Spatzen-Hits Instrumental Koch Records (UMG)                                                                 | — | — | — | Erstveröffentlichung: 14. Juni 2004                        |
| 2008 | Geschrieben für die Ewigkeit – Die besinnlichen Lieder der Kastelruther Spatzen aus Südtirol Koch Records (UMG) | DE76 (2 Wo.)DE | AT6 Gold · (13 Wo.)AT | CH30 (6 Wo.)CH | Erstveröffentlichung: 7. März 2008 Verkäufe: + 10.000      |
| 2009 | 25 Jahre Kastelruther Spatzen – 40 ihrer größten Hits Koch Records (UMG)                                        | DE31 (7 Wo.)DE | AT30 (11 Wo.)AT | CH54 (6 Wo.)CH | Erstveröffentlichung: 3. April 2009                        |
| 2013 | Planet der Lieder – 30 Jahre Koch Records (UMG)                                                                 | DE4 Gold · (12 Wo.)DE | AT3 Gold · (14 Wo.)AT | CH5 (15 Wo.)CH | Erstveröffentlichung: 4. Oktober 2013 Verkäufe: + 107.500  |
| 2018 | Das Beste aus 35 Jahren Electrola (UMG)                                                                         | — | AT33 (6 Wo.)AT | CH57 (4 Wo.)CH | Erstveröffentlichung: 15. Juni 2018                        |
| 2023 | 40 Jahre – Geschichten, die das Leben schreibt Electrola (UMG)                                                  | DE13 (5 Wo.)DE | AT6 (4 Wo.)AT | CH5 (9 Wo.)CH | Erstveröffentlichung: 16. Juni 2023                        |

### Remixalben
| Jahr | Titel Musiklabel                                   | Höchstplatzierung, Gesamtwochen, AuszeichnungChartplatzierungen (Jahr, Titel, Musiklabel, Platzierungen, Wochen, Auszeichnungen, Anmerkungen) | Höchstplatzierung, Gesamtwochen, AuszeichnungChartplatzierungen (Jahr, Titel, Musiklabel, Platzierungen, Wochen, Auszeichnungen, Anmerkungen) | Höchstplatzierung, Gesamtwochen, AuszeichnungChartplatzierungen (Jahr, Titel, Musiklabel, Platzierungen, Wochen, Auszeichnungen, Anmerkungen) | Anmerkungen                            |
| Jahr | Titel Musiklabel                                   | DE | AT | CH | Anmerkungen                            |
| ---- | -------------------------------------------------- | --- | --- | --- | -------------------------------------- |
| 2015 | Après Ski – Kult-Hits im Party-Mix Electrola (UMG) | DE91 (1 Wo.)DE | — | CH48 (3 Wo.)CH | Erstveröffentlichung: 4. Dezember 2015 |

### Weihnachtsalben
| Jahr | Titel Musiklabel                                                                                        | Höchstplatzierung, Gesamtwochen, AuszeichnungChartplatzierungen (Jahr, Titel, Musiklabel, Platzierungen, Wochen, Auszeichnungen, Anmerkungen) | Höchstplatzierung, Gesamtwochen, AuszeichnungChartplatzierungen (Jahr, Titel, Musiklabel, Platzierungen, Wochen, Auszeichnungen, Anmerkungen) | Höchstplatzierung, Gesamtwochen, AuszeichnungChartplatzierungen (Jahr, Titel, Musiklabel, Platzierungen, Wochen, Auszeichnungen, Anmerkungen) | Anmerkungen                                                |
| Jahr | Titel Musiklabel                                                                                        | DE | AT | CH | Anmerkungen                                                |
| ---- | --- | --- | --- | --- | ---------------------------------------------------------- |
| 1987 | WeihnachtsSterne auch bekannt als: Weihnachts-Melodien mit den Kastelruther Spatzen Koch Records (Koch) | — | AT18 Gold · (5 Wo.)AT | CH36 (5 Wo.)CH | Erstveröffentlichung: 11. November 1987 Verkäufe: + 25.000 |
| 1998 | Weihnachten mit den Kastelruther Spatzen Koch Records (Koch)                                            | DE84 (3 Wo.)DE | — | — | Erstveröffentlichung: 6. Oktober 1998                      |
| 2011 | Weihnachten bei uns daheim Koch Records (UMG)                                                           | DE21 (6 Wo.)DE | AT13 (6 Wo.)AT | CH33 (5 Wo.)CH | Erstveröffentlichung: 11. November 2011                    |
| 2021 | HeimatLiebe Weihnacht We Love Music (UMG)                                                               | DE6 (5 Wo.)DE | AT6 (5 Wo.)AT | CH6 (5 Wo.)CH | Erstveröffentlichung: 19. November 2021                    |

## Singles

### Als Leadmusiker
| Jahr | Titel Album                                                                                 | Höchstplatzierung, Gesamtwochen, AuszeichnungChartplatzierungen (Jahr, Titel, Album, Platzierungen, Wochen, Auszeichnungen, Anmerkungen) | Höchstplatzierung, Gesamtwochen, AuszeichnungChartplatzierungen (Jahr, Titel, Album, Platzierungen, Wochen, Auszeichnungen, Anmerkungen) | Höchstplatzierung, Gesamtwochen, AuszeichnungChartplatzierungen (Jahr, Titel, Album, Platzierungen, Wochen, Auszeichnungen, Anmerkungen) | Anmerkungen                                                    |
| Jahr | Titel Album                                                                                 | DE | AT | CH | Anmerkungen                                                    |
| ---- | ------------------------------------------------------------------------------------------- | --- | --- | --- | -------------------------------------------------------------- |
| 1983 | Das Mädchen mit den erloschenen Augen Viel Spass & Freude                                   | — | — | — | Erstveröffentlichung: 1983                                     |
| 1984 | Viel Spass und Freude Viel Spass & Freude                                                   | — | — | — | Erstveröffentlichung: 1984                                     |
| 1985 | Und wenn am Abend das Glöcklein ruft Ich sag’s dir mit Musik                                | — | — | — | Erstveröffentlichung: 1985                                     |
| 1985 | Du bist die Liebe für mich Ich sag’s dir mit Musik                                          | — | — | — | Erstveröffentlichung: 1985                                     |
| 1985 | Jodler der Berge Ich sag’s dir mit Musik                                                    | — | — | — | Erstveröffentlichung: 1985                                     |
| 1986 | Die kleine Bianca Musikantengold                                                            | — | — | — | Erstveröffentlichung: 1986                                     |
| 1987 | Streit oder Frieden Servus Südtirol                                                         | — | — | — | Erstveröffentlichung: 1987                                     |
| 1987 | I woas net ein, i woas net aus Musikantengold                                               | — | — | — | Erstveröffentlichung: 1987                                     |
| 1987 | Weihnachten daheim WeihnachtsSterne                                                         | — | — | — | Erstveröffentlichung: 1987                                     |
| 1987 | Zeltfest-Casanova Servus Südtirol                                                           | — | — | — | Erstveröffentlichung: 1987                                     |
| 1988 | Die größte Liebe Wenn Berge träumen                                                         | — | — | — | Erstveröffentlichung: 1988                                     |
| 1988 | Tränen am Ende der Liebe Wenn Berge träumen                                                 | — | — | — | Erstveröffentlichung: 1988                                     |
| 1989 | Ave Maria der Heimat Doch die Sehnsucht bleibt …                                            | — | — | — | Erstveröffentlichung: 1989                                     |
| 1989 | Hochzeit ohne Gäste Doch die Sehnsucht bleibt …                                             | — | — | — | Erstveröffentlichung: 1989                                     |
| 1990 | Feuer im ewigen Eis                                                                         | — | — | — | Erstveröffentlichung: August 1990                              |
| 1990 | Tränen passen nicht zu dir Feuer im ewigen Eis                                              | DE48 (15 Wo.)DE | AT17 (7 Wo.)AT | — | Erstveröffentlichung: 1990                                     |
| 1991 | Spreng die Ketten deiner Einsamkeit Wahrheit ist ein schmaler Grat                          | — | — | — | Erstveröffentlichung: Januar 1991                              |
| 1991 | Bis dass der Tod uns scheidet Wahrheit ist ein schmaler Grat                                | — | — | — | Erstveröffentlichung: Mai 1991                                 |
| 1991 | Da war die Sonne in deinen Augen Das Beste der Kastelruther Spatzen                         | — | — | — | Erstveröffentlichung: September 1991                           |
| 1992 | Komm, nimm mich doch mit Eine weiße Rose                                                    | — | — | — | Erstveröffentlichung: Januar 1992                              |
| 1992 | Eine weiße Rose                                                                             | — | AT28 (2 Wo.)AT | — | Erstveröffentlichung: 5. Juni 1992                             |
| 1992 | Schatten über’m Rosenhof Eine weiße Rose                                                    | — | — | — | Erstveröffentlichung: 9. Oktober 1992                          |
| 1992 | In unserer Hand liegt unsere Erde In unserer Hand liegt unsere Erde – Das goldene Edelweiss | — | — | — | Erstveröffentlichung: 1992 als Das goldene Edelweiss           |
| 1993 | Almenrausch & Pulverschnee Der rote Diamant                                                 | — | — | — | Erstveröffentlichung: 4. Februar 1993                          |
| 1993 | Der rote Diamant                                                                            | — | — | — | Erstveröffentlichung: 2. Juni 1993                             |
| 1993 | Und ewig ruft die Heimat Der rote Diamant                                                   | — | — | — | Erstveröffentlichung: 1. Oktober 1993                          |
| 1994 | Atlantis der Berge                                                                          | — | — | — | Erstveröffentlichung: 7. April 1994                            |
| 1994 | Che bella la vita Atlantis der Berge                                                        | — | — | — | Erstveröffentlichung: 16. August 1994                          |
| 1994 | Nino und das Geheimnis des Friedens                                                         | — | — | — | Erstveröffentlichung: 21. November 1994                        |
| 1995 | Du gehörst in meine Arme Das Beste der Kastelruther Spatzen – Folge 2                       | — | — | — | Erstveröffentlichung: 2. Februar 1995                          |
| 1995 | Das erste Gebot ist die Liebe                                                               | — | — | — | Erstveröffentlichung: 10. August 1995                          |
| 1996 | Monte d’Amore Das erste Gebot ist die Liebe                                                 | — | — | — | Erstveröffentlichung: 2. Januar 1996                           |
| 1996 | Tränen lügen nicht Live in Berlin                                                           | — | — | — | Erstveröffentlichung: 15. April 1996 Original: Zacar – Soleado |
| 1996 | Das Mädchen ohne Namen (Bitte melde dich!) Sterne über’m Rosengarten                        | — | — | — | Erstveröffentlichung: 2. September 1996                        |
| 1996 | Das Lied der Dornenvögel Sterne über’m Rosengarten                                          | — | — | — | Erstveröffentlichung: 2. Dezember 1996                         |
| 1997 | Herzschlag für Herzschlag                                                                   | — | — | — | Erstveröffentlichung: 22. Mai 1997                             |
| 1997 | Ich schwör’ Herzschlag für Herzschlag                                                       | — | — | — | Erstveröffentlichung: 1. Dezember 1997                         |
| 1998 | Und wieder blüh’n die Alpenrosen Herzschlag für Herzschlag                                  | — | — | — | Erstveröffentlichung: 15. April 1998                           |
| 1998 | Liebe kann ein Wunder sein Die weiße Braut der Berge                                        | — | — | — | Erstveröffentlichung: 3. Dezember 1998                         |
| 1999 | Jeder Tag ist eine Rose Die Legende von Croderes                                            | — | — | — | Erstveröffentlichung: 6. Mai 1999                              |
| 1999 | Und führe mich nicht in Versuchung Die Legende von Croderes                                 | — | — | — | Erstveröffentlichung: 1. September 1999                        |
| 2000 | Und ewig wird der Himmel brennen                                                            | — | — | — | Erstveröffentlichung: 25. Mai 2000                             |
| 2000 | Verzeih Und ewig wird der Himmel brennen                                                    | — | — | — | Erstveröffentlichung: 29. September 2000                       |
| 2001 | Der Tag mit Maria Jedes Abendrot ist ein Gebet                                              | — | — | — | Erstveröffentlichung: 9. Mai 2001                              |
| 2002 | Jedes Abendrot ist ein Gebet                                                                | — | — | — | Erstveröffentlichung: 1. Februar 2002                          |
| 2002 | Liebe darf alles                                                                            | — | — | — | Erstveröffentlichung: 2. September 2002                        |
| 2003 | Das Edelweiss-Tattoo Liebe darf alles                                                       | — | — | — | Erstveröffentlichung: 21. Januar 2003                          |
| 2007 | Das Geheimnis der drei Worte Dolomitenfeuer                                                 | — | — | — | Erstveröffentlichung: 7. September 2007                        |
| 2018 | Älter werden wir später                                                                     | — | — | — | Erstveröffentlichung: 7. September 2018                        |
| 2019 | Feuervogel flieg                                                                            | — | — | — | Erstveröffentlichung: 6. September 2019                        |
| 2020 | Liebe für die Ewigkeit                                                                      | — | — | — | Erstveröffentlichung: 18. September 2020                       |
| 2021 | HeimatLiebe                                                                                 | — | — | — | Erstveröffentlichung: 4. Juni 2021                             |
| 2021 | Sterne der heiligen Nacht HeimatLiebe                                                       | — | — | — | Erstveröffentlichung: 5. November 2021                         |
| 2022 | Ellie Hofer, 1 Euro Freundschaft aus Gold                                                   | — | — | — | Erstveröffentlichung: 29. April 2022                           |
| 2022 | Freundschaft aus Gold                                                                       | — | — | — | Erstveröffentlichung: 15. Juli 2022                            |
| 2023 | Aller Anfang ist Musik Herz und Heimat                                                      | — | — | — | Erstveröffentlichung: 2. Juni 2023 mit Oswald Sattler          |
| 2023 | Herz und Heimat                                                                             | — | — | — | Erstveröffentlichung: 30. Juni 2023                            |

### Als Gastmusiker
| Jahr | Titel Album                                             | Anmerkungen                                                                                                   |
| ---- | ------------------------------------------------------- | --- |
| 1991 | Das Licht der heiligen Nacht Von Weihnacht zu Weihnacht | Erstveröffentlichung: November 1991 Nockalm Quintett mit Kastelruther Spatzen, Alpentrio Tirol & Albin Berger |

## Videoalben
| Jahr | Titel Musiklabel | Höchstplatzierung, Gesamtwochen, AuszeichnungChartplatzierungen (Jahr, Titel, Musiklabel, Platzierungen, Wochen, Auszeichnungen, Anmerkungen) | Höchstplatzierung, Gesamtwochen, AuszeichnungChartplatzierungen (Jahr, Titel, Musiklabel, Platzierungen, Wochen, Auszeichnungen, Anmerkungen) | Höchstplatzierung, Gesamtwochen, AuszeichnungChartplatzierungen (Jahr, Titel, Musiklabel, Platzierungen, Wochen, Auszeichnungen, Anmerkungen) | Anmerkungen                                                                      |
| Jahr | Titel Musiklabel | DE | AT | CH | Anmerkungen                                                                      |
| ---- | --- | --- | --- | --- | -------------------------------------------------------------------------------- |
| 1991 | Das Beste der Kastelruther Spatzen Koch Records (Koch)                                                                                | DE— GoldDE | AT*AT | — | Erstveröffentlichung: 1991 Verkäufe: + 25.000; * siehe Kompilation               |
| 1995 | Das Beste der Kastelruther Spatzen – Folge 2 Koch Records (Koch)                                                                      | DE* GoldDE | AT*AT | — | Erstveröffentlichung: 1995 Verkäufe: + 25.000; * siehe Kompilation               |
| 1997 | Herzschlag für Herzschlag Koch Records (Koch)                                                                                         | DE* GoldDE | AT*AT | CH*CH | Erstveröffentlichung: 1997 Verkäufe: + 25.000; * siehe Studioalbum               |
| 2001 | Ich würd’ es wieder tun – Das Beste – Folge 3 Koch Records (Koch)                                                                     | DE*DE | AT*AT | CH*CH | Erstveröffentlichung: 2001 * siehe Kompilation                                   |
| 2002 | Das große Kastelruther Spatzen Fest auch bekannt als: Noch größer als der Everest – Das Kastelruther Spatzen Fest Koch Records (Koch) | — | AT5 (3 Wo.)AT | CH3 (3 Wo.)CH | Erstveröffentlichung: 2002                                                       |
| 2004 | Berg ohne Wiederkehr Koch Records (UMG)                                                                                               | DE* PlatinDE | — | CH*CH | Erstveröffentlichung: 2004 Verkäufe: + 50.000; * siehe Studioalbum               |
| 2007 | Dolomitenfeuer Koch Records (UMG) | DE* GoldDE | AT2 (4 Wo.)AT | CH*CH | Erstveröffentlichung: 28. September 2007 Verkäufe: + 25.000; * siehe Studioalbum |
| 2016 | Die Sonne scheint für alle Koch Records (UMG)                                                                                         | DE*DE | AT1 (2 Wo.)AT | CH1 (3 Wo.)CH | Erstveröffentlichung: 16. September 2016 * siehe Studioalbum                     |

## Sonderveröffentlichungen

### Alben
| Jahr | Titel Musiklabel               | Anmerkungen                                                          |
| ---- | ------------------------------ | -------------------------------------------------------------------- |
| 2005 | Essential 5 Koch Records (UMG) | Erstveröffentlichung: 11. November 2005 Teil der „Essential-5“-Reihe |

| Jahr | Titel Musiklabel                          | Anmerkungen                                                                             |
| ---- | ----------------------------------------- | --------------------------------------------------------------------------------------- |
| 2009 | Kastelruther Weihnacht Koch Records (UMG) | Erstveröffentlichung: 2. Oktober 2009 Teil von Ein Kreuz und eine Rose (Deluxe Edition) |

### Lieder
| Jahr | Titel Album                                             | Anmerkungen |
| ---- | ------------------------------------------------------- | --- |
| 1991 | Das Licht der heiligen Nacht Von Weihnacht zu Weihnacht | Erstveröffentlichung: 18. Oktober 1991 Nockalm Quintett mit Kastelruther Spatzen, Alpentrio Tirol & Albin Berger |
| 2009 | Das wirklich wahre Leben Leben                          | Erstveröffentlichung: 19. Oktober 2009 Karel Gott feat. Kastelruther Spatzen                                     |

| Jahr | Titel Album                                                                                 | Anmerkungen                                          |
| ---- | ------------------------------------------------------------------------------------------- | ---------------------------------------------------- |
| 1992 | Die Herzen auf die Musi kommt In unserer Hand liegt unsere Erde – Das goldene Edelweiss     | Erstveröffentlichung: 1992 als Das goldene Edelweiss |
| 1992 | In unserer Hand liegt unsere Erde In unserer Hand liegt unsere Erde – Das goldene Edelweiss | Erstveröffentlichung: 1992 als Das goldene Edelweiss |

| Jahr | Titel Soundtrack zu                                       | Anmerkungen                |
| ---- | --------------------------------------------------------- | -------------------------- |
| 1991 | Da war die Sonne in deinen Augen Ein Schloß am Wörthersee | Erstveröffentlichung: 1991 |

### Videoalben
| Jahr | Titel Musiklabel                                                     | Anmerkungen                                                                                   |
| ---- | -------------------------------------------------------------------- | --------------------------------------------------------------------------------------------- |
| 2008 | Herz gewinnt, Herz verliert (Deluxe Edition) Koch Records (UMG)      | Erstveröffentlichung: 26. September 2008 CD+DVD; Verkäufe werden dem Studioalbum hinzuaddiert |
| 2009 | 25 Jahre – 40 ihrer größten Hits (Deluxe Edition) Koch Records (UMG) | Erstveröffentlichung: 3. April 2009 CD+DVD; Verkäufe werden dem Studioalbum hinzuaddiert      |
| 2016 | Die Sonne scheint für alle (Deluxe Edition) Electrola (UMG)          | Erstveröffentlichung: 16. September 2016 CD+DVD; Verkäufe werden dem Studioalbum hinzuaddiert |

## Promoveröffentlichungen
| Jahr | Titel Album                                                           | Anmerkungen                              |
| ---- | --------------------------------------------------------------------- | ---------------------------------------- |
| 2001 | Ich würd’ es wieder tun Ich würd’ es wieder tun – Das Beste – Folge 3 | Erstveröffentlichung: 21. September 2001 |
| 2014 | Eine Brücke ins Glück                                                 | Erstveröffentlichung: März 2014          |
| 2015 | Fliege mit mir in die Heimat Heimat – Deine Lieder                    | Erstveröffentlichung: 25. September 2015 |
| 2016 | Heimat Die Sonne scheint für alle                                     | Erstveröffentlichung: 8. Juli 2016       |
| 2016 | Wenn es Winter wird Die Sonne scheint für alle                        | Erstveröffentlichung: 18. November 2016  |
| 2017 | Dem Leben ins Gesicht gelacht Die Tränen der Dolomiten                | Erstveröffentlichung: 7. Oktober 2017    |
| 2023 | Noch immer blüht die weiße Rose Herz und Heimat                       | Erstveröffentlichung: 18. August 2023    |
| 2023 | Der Soldat und sein Tagebuch Herz und Heimat                          | Erstveröffentlichung: 8. September 2023  |

## Hörspiele
| Jahr | Titel Musiklabel                                        | Höchstplatzierung, Gesamtwochen, AuszeichnungChartplatzierungen (Jahr, Titel, Musiklabel, Platzierungen, Wochen, Auszeichnungen, Anmerkungen) | Höchstplatzierung, Gesamtwochen, AuszeichnungChartplatzierungen (Jahr, Titel, Musiklabel, Platzierungen, Wochen, Auszeichnungen, Anmerkungen) | Höchstplatzierung, Gesamtwochen, AuszeichnungChartplatzierungen (Jahr, Titel, Musiklabel, Platzierungen, Wochen, Auszeichnungen, Anmerkungen) | Anmerkungen                                               |
| Jahr | Titel Musiklabel                                        | DE | AT | CH | Anmerkungen                                               |
| ---- | ------------------------------------------------------- | --- | --- | --- | --------------------------------------------------------- |
| 1994 | Nino und das Geheimnis des Friedens Koch Records (Koch) | — | AT30 Gold · (8 Wo.)AT | — | Erstveröffentlichung: 8. November 1994 Verkäufe: + 25.000 |

## Boxsets
| Jahr | Titel Musiklabel                                       | Höchstplatzierung, Gesamtwochen, AuszeichnungChartplatzierungen (Jahr, Titel, Musiklabel, Platzierungen, Wochen, Auszeichnungen, Anmerkungen) | Höchstplatzierung, Gesamtwochen, AuszeichnungChartplatzierungen (Jahr, Titel, Musiklabel, Platzierungen, Wochen, Auszeichnungen, Anmerkungen) | Höchstplatzierung, Gesamtwochen, AuszeichnungChartplatzierungen (Jahr, Titel, Musiklabel, Platzierungen, Wochen, Auszeichnungen, Anmerkungen) | Anmerkungen                                               |
| Jahr | Titel Musiklabel                                       | DE | AT | CH | Anmerkungen                                               |
| ---- | ------------------------------------------------------ | --- | --- | --- | --------------------------------------------------------- |
| 2003 | Alles Gold dieser Erde Koch Records (Koch)             | DE— PlatinDE | — | — | Erstveröffentlichung: 27. Januar 2003 Verkäufe: + 200.000 |
| 2012 | Engel der Dolomiten Koch Records (UMG)                 | — | — | CH58 (12 Wo.)CH | Erstveröffentlichung: 25. Mai 2012                        |
| 2019 | Unsere Musikgeschichte 1983–2019 Universal Music (UMG) | — | — | CH90 (1 Wo.)CH | Erstveröffentlichung: 4. Oktober 2019                     |

## Statistik

### Chartauswertung
|                     | DE     | AT     | CH     |
| ------------------- | ------ | ------ | ------ |
| Nummer-eins-Alben   | DE2DE  | AT7AT  | CH3CH  |
| Top-10-Alben        | DE25DE | AT42AT | CH23CH |
| Alben in den Charts | DE47DE | AT51AT | CH43CH |

|                       | DE    | AT    | CH    |
| --------------------- | ----- | ----- | ----- |
| Nummer-eins-Singles   | DE—DE | AT—AT | CH—CH |
| Top-10-Singles        | DE—DE | AT—AT | CH—CH |
| Singles in den Charts | DE1DE | AT2AT | CH—CH |

|                          | DE    | AT    | CH    |
| ------------------------ | ----- | ----- | ----- |
| Nummer-eins-Videoalben   | DE—DE | AT1AT | CH1CH |
| Top-10-Videoalben        | DE—DE | AT3AT | CH2CH |
| Videoalben in den Charts | DE—DE | AT3AT | CH2CH |

### Auszeichnungen für Musikverkäufe
Anmerkung: Auszeichnungen in Ländern aus den Charttabellen bzw. Chartboxen sind in ebendiesen zu finden.
| Land/RegionAuszeichnungen für Musikverkäufe (Land/Region, Auszeichnungen, Verkäufe, Quellen) | Gold       | Platin       | Verkäufe  | Quellen           |
| -------------------------------------------------------------------------------------------- | ---------- | ------------ | --------- | ----------------- |
| Deutschland (BVMI)                                                                           | 25× Gold25 | 3× Platin3   | 4.200.000 | musikindustrie.de |
| Österreich (IFPI)                                                                            | 21× Gold21 | 17× Platin17 | 1.177.500 | ifpi.at           |
| Schweiz (IFPI)                                                                               | 14× Gold14 | Platin1      | 380.000   | hitparade.ch      |
| Insgesamt                                                                                    | 60× Gold60 | 21× Platin21 |           |                   |